# Västergötland
Il Västergötland (letteralmente terra occidentale dei goti) è una provincia (landskap) della Svezia sud-occidentale. Confina con le province di Bohuslän, Dalsland, Värmland, Närke, Östergötland, Småland e Halland. Il Västergötland include (ed è parzialmente delimitato da) parte dei due maggiori laghi svedesi: il Vänern e il Vättern. Si affaccia inoltre, per un breve tratto, sul Kattegat (Mare del Nord).
Il nome in lingua svedese significa Götaland occidentale, dove il Götaland (terra dei Göter/Guter, ma anche Terra dei Geati o Terra dei Goti) è una delle tre regioni storiche svedesi. 
I Götar o Gutar (oggi detti anche Gotlandi) erano un'antica popolazione scandinava, da cui discesero Geati (coloro che rimasero nello Götaland) e Goti (coloro che emigrarono dallo Götaland).
Nella letteratura in lingua anglosassone, come il poema Beowulf (ove vengono descritte le battaglie fra Svedesi e Geati), viene utilizzata la dizione arcaica Vestergotland, ma è diffusa, in epoca medioevale, anche una versione latinizzata del nome: Westrogothia.

## Contee
Le province attualmente non hanno funzioni amministrative in Svezia, oggi assunte dalle contee (län). La contea di Västra Götaland, istituita nel 1999, comprende quasi integralmente la provincia storica del Västergötland con l'eccezione delle municipalità di Habo e Mullsjö che fanno parte, a livello amministrativo, della contea di Jönköping.

## Geografia fisica

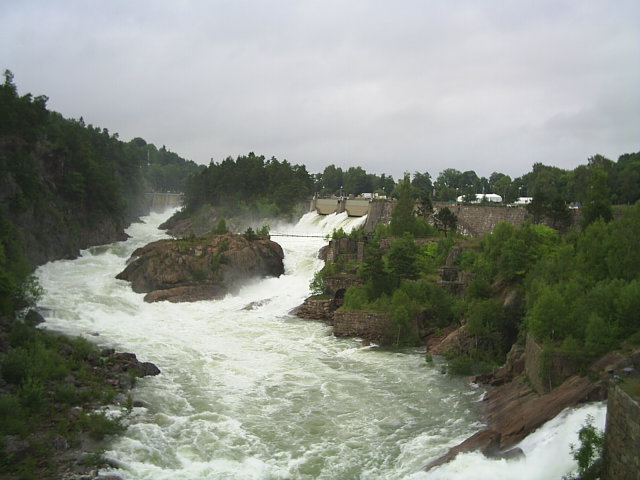
Le cascate del fiume Göta älv nella municipalità di Trollhättan.

La parte meridionale e orientale della provincia è caratterizzata da una morfologia ondulata dominata, da NO a SE, da una bassa catena collinare - la Sydsvenska Höglandet che ha come massimo rilievo, nel Västergötland, il colle Galtåsen (361 m) - coperta da estese foreste di conifere.
La parte settentrionale e occidentale della provincia fa parte, invece, di una vasta zona pianeggiante, chiamata Västgötaslätten, che si estende attorno al lago Vänern e rappresenta una delle zone agricole più fertili e produttive della Svezia.
Il breve tratto sul Kattegat è caratterizzato da coste alte e frastagliate con, a fronte a breve distanza, un ampio arcipelago di piccole isole rocciose (arcipelago di Göteborg), la cui parte meridionale (chiamata anche arcipelago di Styrsö dal nome dell'isola maggiore), facendo parte della municipalità di Göteborg, è anch'essa inclusa nel Västergötland.
Il confine nord-occidentale è demarcato, per 330 km, dal più grande lago svedese, il lago Vänern, mentre il confine nord-orientale è delimitato, per circa 130 km, dal Vättern, il secondo lago per estensione della Svezia.
Il fiume maggiore è il Göta älv, un emissario del Vänern, presso Vänersborg, che sfocia nel Kattegat attraversando la città di Göteborg.
La piovosità media annuale è di 900 mm vicino alla costa e 600 mm nelle pianure. La temperatura media è -1 °C in gennaio e di 15 °C in luglio.

## Città

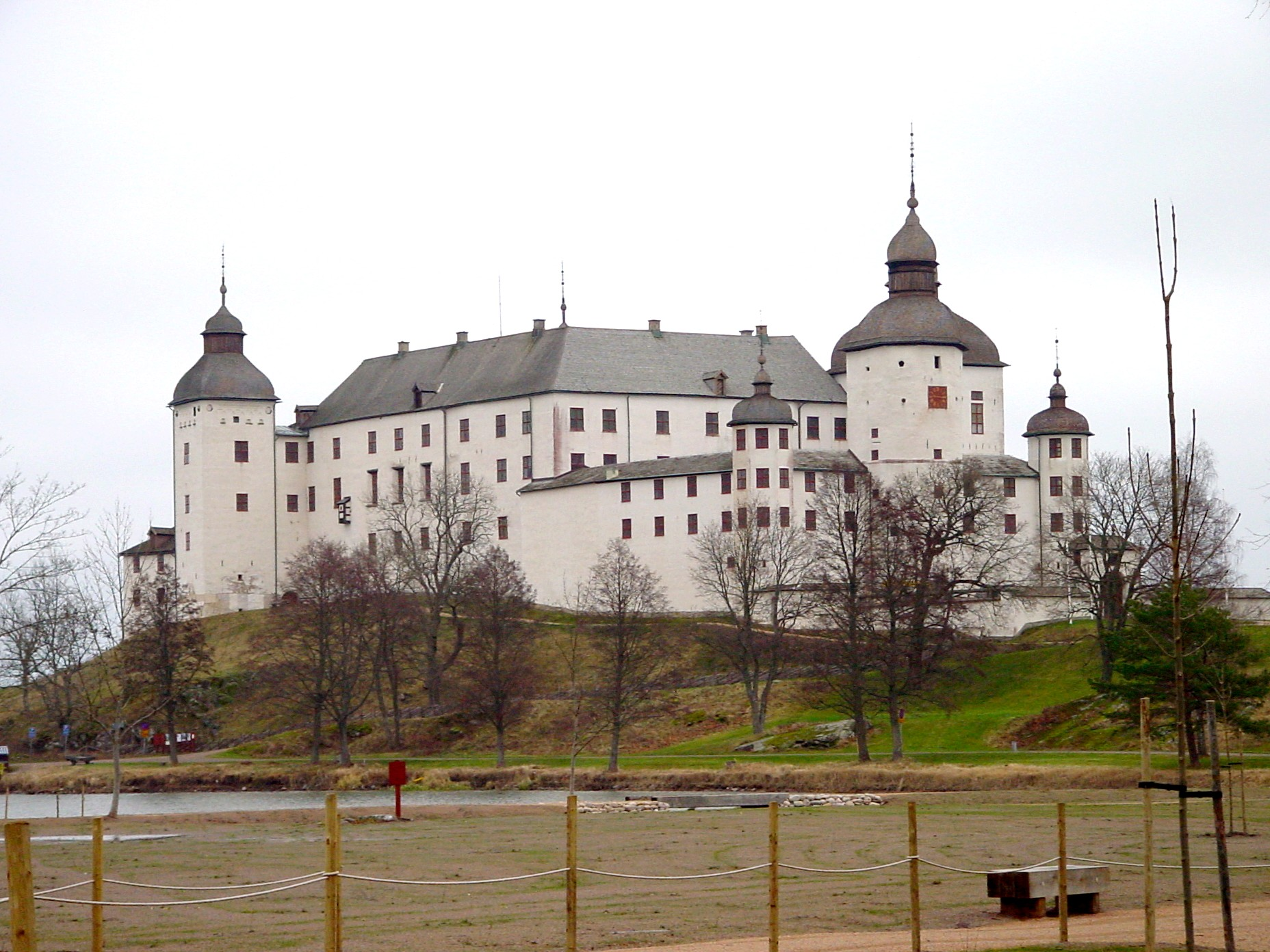
Il castello di Läckö è situato sull'isola di Kållandsö nel lago Vänern. È ritenuto uno dei migliori esempi di castelli svedesi in stile barocco.

Le principali città della provincia sono:
Tra parentesi, la data in cui viene conferito (o è attestato nelle fonti) lo status di città.
- Alingsås (1619)
- Borås (1622)
- Falköping (ca. 1200)
- Göteborg (1621)
- Hjo (ca. 1400)
- Lidköping (1446)
- Mariestad (1583)
- Mölndal (1922)
- Skara (ca. 988)
- Skövde (ca. 1400)
- Tidaholm (1910)
- Trollhättan (1916)
- Ulricehamn (ca. 1400)
- Vänersborg (1644)

La città più grande, Göteborg, è situata sulla costa occidentale ed è un importante porto commerciale.

## Härad
Le centene (härad) erano delle suddivisioni amministrative delle province svedesi utilizzate fino agli inizi del XX secolo.
Gran parte delle unità amministrative storiche del Västergötland, sono citate nel Västgötalagen, un manoscritto del XIII secolo in latino che costituisce una delle più antiche raccolte dei testi delle leggi provinciali svedesi (landskapslag) in uso in epoca medioevale. Parzialmente diverse da provincia a provincia, queste leggi codificavano, in particolare, i reati e le pene per coloro che veniva giudicati colpevoli.
Le centene del Västergötland erano: Ale, Askim, Barne, Bjärke, Bollebygd, Hisingen orientale, Flundre, Frökind, Gudhem, Gäsene, Kåkind, Kålland, Kind, Kinne, Kinnefjärdings, Kulling, Laske, Mark, Mo, Redväg, Skånings, Vadsbo, Valle, Vartofta, Veden, Vilske, Viste, Väne, Vätle, Ås, Åse.